# Shohei Imamura
Shohei Imamura (Japonês: 今村 昌平, Imamura Shōhei) (Tóquio, 15 de setembro de 1926 - 30 de maio de 2006) é um dos mais consagrados cineastas do Japão. Foi o primeiro diretor a conquistar duas Palma de Ouro no Festival de cinema de Cannes, com os filmes Unagi (A Enguia, 1997) e Narayama Bushiko (A Balada de Narayama, 1983).
Seu último trabalho foi como um dos diretores do filme 11´09´´01, um drama composto de 11 segmentos realizados por cineastas de diferentes países. Imamura dirigiu o segmento Japan.

## Leitura de apoio
- Notes for a study on Shohei Imamura by Donald Richie
- Shohei Imamura (Cinematheque Ontario Monographs, No. 1) edited by James Quandt